# Nepiodes cognatus
Nepiodes cognatus là một loài bọ cánh cứng trong họ Cerambycidae.